# Phymonotus
Phymonotus is een geslacht van rechtvleugeligen uit de familie sabelsprinkhanen (Tettigoniidae). De wetenschappelijke naam van dit geslacht is voor het eerst geldig gepubliceerd in 2011 door Lightfoot, Weissman & Ueshima.

## Soorten
Het geslacht Phymonotus  is monotypisch en omvat slechts de volgende soort:
- Phymonotus jacintotopos (Lightfoot, Weissman & Ueshima, 2011)